# Arizema sikokiańska

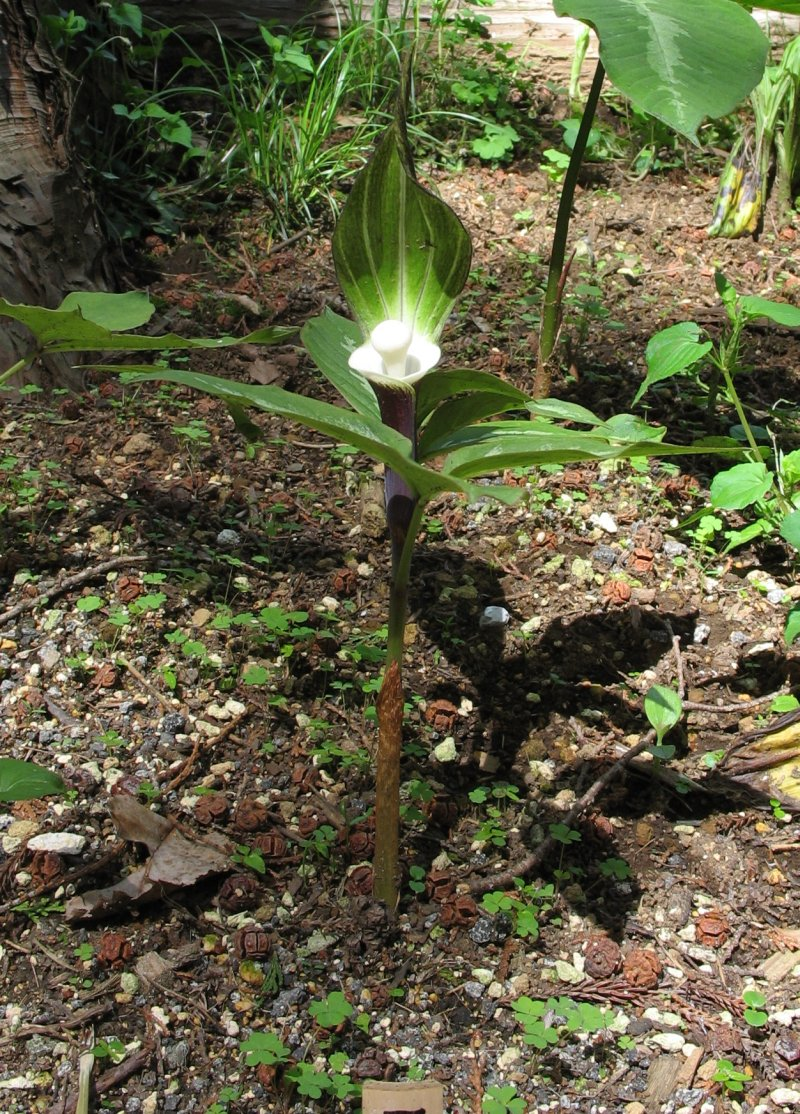

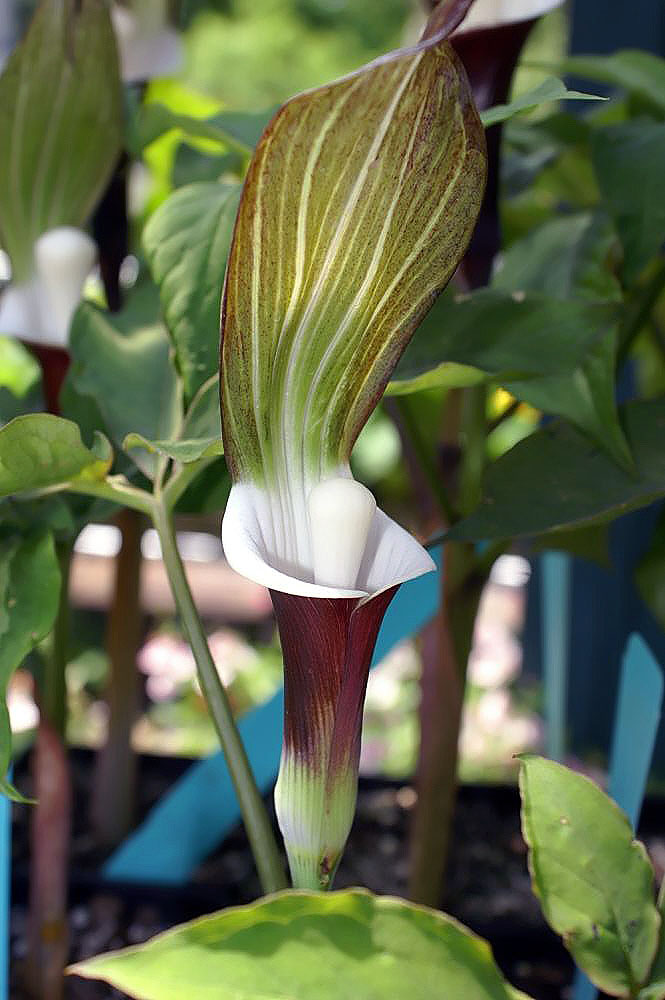

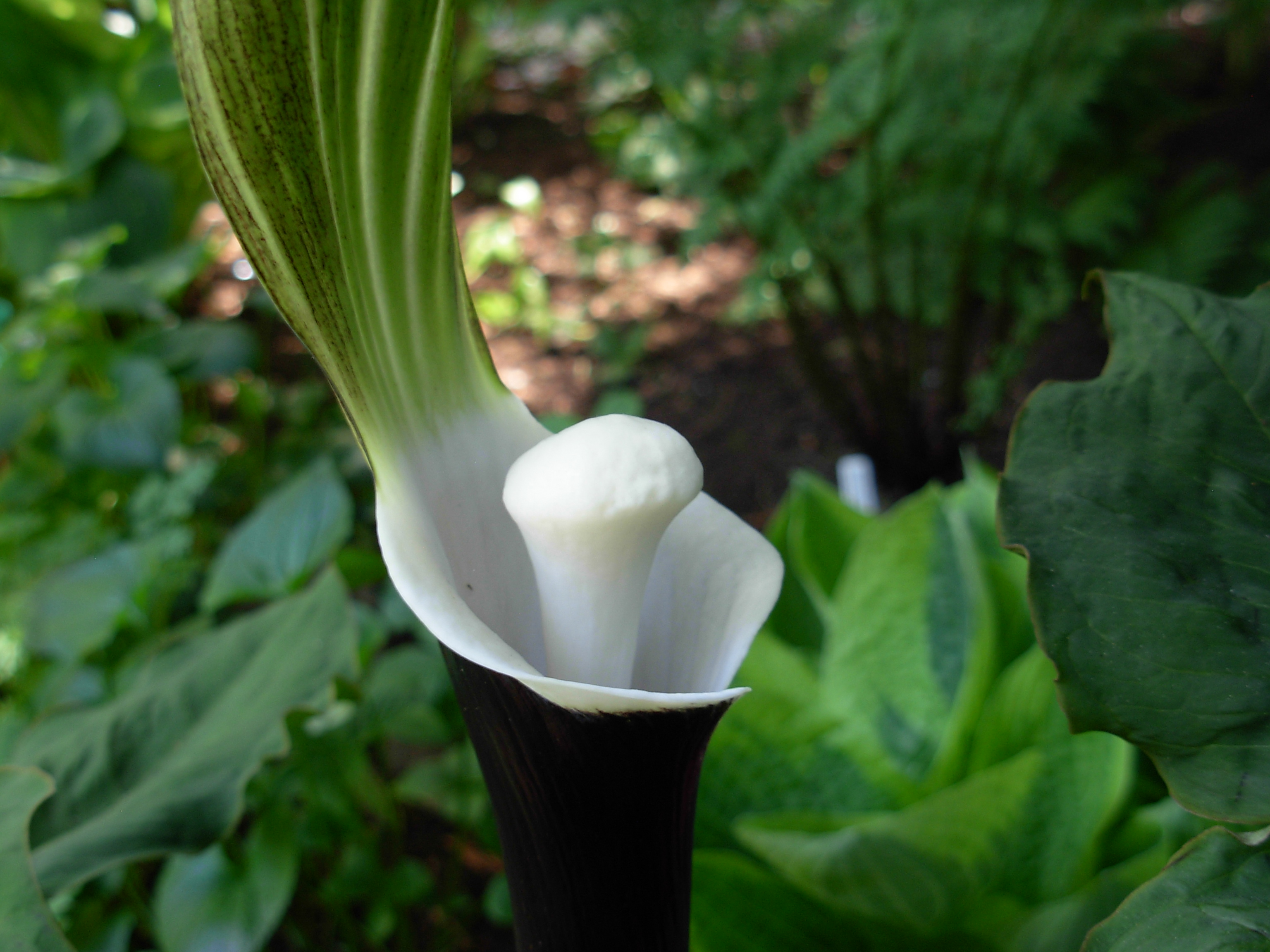

Arizema sikokiańska (Arisaema sikokianum Franch. & Sav.) – gatunek roślin zielnych z rodziny obrazkowatych, występujący naturalnie na wyspie Sikoku oraz na południu wyspy Honsiu w Japonii. Jeden z najpiękniejszych gatunków arizem. Rośliny te, ze względu na swój nietypowy, egzotycznie wyglądający kwiatostan, są jedną z najbardziej cenionych przez ogrodników roślin z tego rodzaju.

## Morfologia
PokrójRoślina zielna o wysokości do 45 cm.
ŁodygaPodziemna niemal kulista bulwa pędowa.
LiścieRośliny tworzą dwa liście właściwe, których pochwy zrośnięte są w rurkowatą, oliwkowozieloną pseudo-łodygę, otaczającą u nasady pęd kwiatostanowy. Ogonki liściowe ponad pochwami o długości do 16 cm. Blaszki liściowe całobrzegie do wyraźnie ząbkowanych, dłoniastozłożone, 3- do 5-listkowe. Środkowy listek szerokoeliptyczny do szerokoodwrotniejajowatego, o długości do 16 cm i szerokości do 8 cm, spiczasty, klinowaty u nasady, siedzący, oddalony od pozostałych o 0,5 do 3 cm. Listki boczne bądź dwa równej wielkości, bądź głęboko sieczne na dwa nierówne płaty, z których zewnętrzny jest mniejszy i skośny, a wewnętrzny tej samej wielkości lub większy od listka środkowego. Listki zielone, z wierzchu matowe i aksamitne, pod spodem jaśniejsze i nieco błyszczące.
KwiatyRośliny dwupienne. Pojedynczy kwiatostan, typu kolbiastego pseudancjum, wyrasta na oliwkowozielonym pędzie kwiatostanowym z fioletowym odcieniem w górnej części. Kwiatostan otoczony jest barwną spathą. Spatha w dolnej części o długości 6,5 cm, jest rurkowato zwinięta, wyraźnie zwężona u ujścia szerokości 4 cm, z zewnątrz ciemnofioletowa, w dolnej części lekko omszona, w górnej nieco błyszcząca; wewnątrz czysto biała, z wyłączeniem fioletowej nasady z białymi liniami wzdłuż głównych żyłek przewodzących. Górna część spathy o długości 15,5 cm i szerokości 6 cm jest jajowata, stopniowo zaostrzona na całej długości, wzniesiona, w górnej części wygięta do przodu, z zewnątrz zielono-fioletowa z białym zabarwieniem głównych żyłek przewodzących, wewnątrz jasnozielona z drobnymi, fioletowymi kropkami i białymi żyłkami. Kolba o długości 8 cm, w dolnej stożkowatej części, na długości ok. 2,5 cm pokryta kwiatami (męskimi lub żeńskimi). Powyżej znajduje się wąski nagi pasek, a następnie kolba tworzy duży, maczugowaty wyrostek o długości 5,5 cm i szerokości 2 cm, zakończony szeroko zaokrąglonym, białym  wierzchołkiem.
OwoceMięsiste, czerwone jagody.

## Biologia i ekologia
RozwójByliny, geofity pędowobulwiaste. Rośliny te cechują się unikalnym dymorfizmem płciowym, zależnym od wielkości bulw. Rośliny o małych bulwach tworzą wyłącznie kwiaty męskie, a w miarę wzrostu wielkości bulw zaczynają tworzyć kwiaty żeńskie. W warunkach laboratoryjnych dowiedziono, że po zmianie płci rośliny są zdolne do samozapłodnienia. Pyłek zebrany z męskich kwiatów został zamrożony, a następnie zapylono nim kwiaty żeńskie tych samych roślin po zmianie przez nie płci. Arizemy sikokiańskie kwitną na wiosnę. Latem, po przekwitnięciu, wchodzą bądź w okres spoczynku (rośliny męskie), bądź owocują (rośliny żeńskie).
GenetykaLiczba chromosomów 2n = 28.

## Systematyka
Należy do rodzaju arizema (Arisaema Mart.) w rodzinie obrazkowatych.

## Nazewnictwo
Etymologia nazwy naukowejNazwa łacińska rodzaju pochodzi od greckich słów άρης (aris – roślina z rodzaju Arum) i αίμα (haima – krew) i odnosi się do nakrapianych liści niektórych gatunków. Nazwa gatunkowa pochodzi od wyspy Sikoku, na której występuje ta roślina.
Nazwy zwyczajoweZwyczajowa nazwa angielska tej rośliny to Japanese cobra lily lub Japanese jack-in-the-pulpit (co w wolnym tłumaczeniu znaczy japoński wacek /penis/ na kazalnicy) i jest aluzyjnym odniesieniem do kształtu kwiatostanu tej rośliny oraz kraju jej pochodzenia).
Synonimy taksonomiczne
- Arum sazensoo Bürger ex Blume, Rumphia 1: 107 (1836), not validly publ.
- Arisaema sikokianum var. serratum Makino, Bot. Mag. (Tokyo) 7: 322 (1893).
- Arisaema sazensoo f. serratum (Makino) Makino, Bot. Mag. (Tokyo) 15: 132 (1901).
- Arisaema sikokianum var. integrifolium Nakai, Bot. Mag. (Tokyo) 42: 456 (1928).
- Arisaema magnificum Nakai, Bot. Mag. (Tokyo) 45: 105 (1931).

## Zastosowanie
Rośliny uprawiane jako ozdobne, ze względu na egzotyczne kwiatostany.

## Uprawa
WymaganiaRośliny wymagają przepuszczalnego, wilgotnego podłoża, bogatego w próchnicę. Stanowisko w półcieniu lub całkowitym cieniu.
RozmnażanieRozmnaża się z nasion, ale potrzebuje od 3 do 5 lat rozwoju, zanim zakwitnie.
PrzechowywanieGatunek mrozoodporny (strefy mrozoodporności: 5-8) i w warunkach klimatu Polski może być zimowany w gruncie.